# Le Diamant
Le Diamant è un comune francese di 6.191 abitanti situato nel dipartimento d'oltre mare della Martinica.